# Lilaia (Mythologie)
Lilaia (altgriechisch Λίλαια Lílaia, lateinisch Lilaea) ist eine Najade der griechischen Mythologie. 
Sie ist die Tochter des Kephissos, Gott des Flusses Kephisos in Mittelgriechenland. Nach ihr wurde die Stadt Lilaia und der Asteroid (213) Lilaea benannt.